# 고에너지 인산 결합
고에너지 인산 결합(영어: high energy phosphate bond)은 일반적으로 아데노신 삼인산(ATP) 등 고에너지 인산 화합물이 가지고 있는 인산 무수물 결합을 의미하는 생화학의 개념이지만, 다음의 두 가지 중 하나를 의미할 수도 있다.
1. 인산-인산 결합은[1][2][3]은 아데노신 이인산(ADP) 및 아데노신 삼인산(ATP)와 같은 화합물이 생성될 때 형성된다.
2. 뉴클레오사이드 이인산과 뉴클레오사이드 삼인산, 그리고 근육의 고에너지 저장 화합물인 포스파젠을 포함하는 이러한 결합을 가지고 있는 화합물들을 의미한다. 사람들이 고에너지 인산 풀에 대해 말할 때, 이는 고에너지 인산 결합과 함께 이들 화합물의 총농도를 말한다.

## 대사 반응
고에너지 인산 결합은 일반적으로 피로인산염 결합, 인산 유도체를 취하여 탈수되어 형성되는 산 무수물 결합이다. 결과적으로 이들 결합의 가수분해 반응은 생리 조건에서 에너지를 방출하는 발열 반응이다.
피로인산 등 보통의 인산 화합물에 대해 인산 무수물 결합의 가수분해에 의한 절단시 표준 자유 에너지의 감소는 3 kcal/mol 정도이다. 이에 반해 ATP의 가수분해에서의 감소는 7 kcal/mol 에 이르는 것이 실험적으로 확인되었다. 따라서 이러한 종류의 인산 결합을 가지고 있는 화합물을 고에너지 인산 화합물이라고 부른다. 또한 반응의 자유 에너지 변화가 크며, P-O 간의 결합 에너지는 일반 화합물에 비해 특히 큰 것은 아니라는 점에 주의해야 한다.
| 반응                  |
| --------------------- |
| ATP + H2O → ADP + Pi  |
| ADP + H2O → AMP + Pi  |
| ATP + H2O → AMP + PPi |
| PPi + H2O → 2 Pi      |
PPi → 2 Pi를 제외하고 이러한 반응들은 일반적으로 사람 세포에서 조절되며, 보통 에너지를 필요로 하는 다른 반응들과 짝지워 진다. 따라서 고에너지 인산 반응은 다음을 수행할 수 있다.
1. 세포 과정에 에너지를 제공하여 진행될 수 있도록 한다.
2. 특정 뉴클레오사이드에 과정을 짝지워서 과정을 제어할 수 있도록 한다.
3. 평형이 유지될 수 있는 것보다 빠르게 반응을 한 방향으로 촉진하여 반응을 평형에서 이동(화학 반응식의 오른쪽으로 이동)시킨다.

한 가지 예외는 단일 가수분해인 ATP + H2O → AMP + PPi로 이것은 두 개의 고에너지 인산 결합의 가수분해 에너지를 효과적으로 공급할 수 있도록 하고 PPi의 가수분해가 별도의 반응에서 완료되도록 허용하기 때문에 가치가 있다. AMP는 평형 반응인 ATP + AMP ⇄ 2ADP와 함께 두 단계를 거쳐 ATP로 재생되고, 그 다음으로 일반적인 수단인 해당과정, 시트르산 회로, 산화적 인산화 같은 다른 에너지 생산 경로에 의해 ATP로 재생된다.
이러한 결합과 관련하여 "고에너지"라는 용어는 음의 자유 에너지의 변화의 직접적인 원인이 결합 그 자체의 절단에 의한 것이 아니기 때문에 오해를 불러일으킬 수도 있다. 이들 결합의 절단은 대부분의 결합의 절단과 마찬가지로 흡열 반응이어서 에너지를 방출하기 보다 오히려 소비한다. 음의 자유 에너지 변화는 그보다 오히려 가수분해 후에 생성되는 결합(또는 ATP에 의한 잔기의 인산화)이 가수분해 전에 존재하는 결합보다 에너지적으로 더 낮다는 사실로부터 비롯된다. 이것에는 인산 결합 자체뿐만 아니라 반응과 관련된 모든 결합이 포함된다. 이러한 효과는 반응물과 비교한 생성물의 공명 안정화 및 반응물에 대한 생성물의 용해 등을 비롯한 수많은 요인들에 의한 것이다.
생체 내의 물질대사 반응은 화학 퍼텐셜의 변화로부터 자발적으로 진행하는 것으로 예측되는 방향과 다른 방향으로 진행되는 것이 많다. 그 대부분은 고에너지 인산 결합의 절단 반응과 공역하는 것으로 실현되고 있다. 따라서 고에너지 인산 화합물이 갖는 생화학적 의미는 크다. 달리 말하면 근육의 수축이나 농도 기울기를 역행하는 물질의 이동은 고에너지 인산 결합의 관여에 의해 이루어질 수 있는 것이다.
아데노신 삼인산 등의 인산 무수물 결합이 고에너지 결합이 되는 원인에 대해서는 공명 에너지의 저하나 인산 간의 정전기 반발의 증대 혹은 모핵 화합물의 호변이성질화 등 고에너지 인산 화합물의 구조에서 유래하는 원인들이 복합되어 있다고 생각할 수 있다.

## 표기법
보통 고에너지 인산 결합은 "~"(파선) 기호로 표시된다. 이 기호를 사용한 표기법에서 ATP "A-P~P~P"가 된다. "~" 기호를 사용한 표기법은 1941년에 ATP를 세포의 주요 에너지 전달 분자로 처음 제안한 프리츠 앨버트 리프먼에 의해 제안되었다. 이러한 표기번은 고에너지 인산 결합의 특수성을 강조한다. 스트라이어는 다음과 같이 언급했다.
| “ | ATP는 보통 고에너지 화합물로 불리며, 가지고 있는 인산 무수물 결합을 고에너지 인산 결합이라고 한다. 결합 자체에는 특별한 것이 없다. 이들은 위에서 설명한 이유로 가수분해될 때 자유 에너지가 방출된다는 의미에서 고에너지 결합이다. 리프먼이 제안한 "고에너지 인산 결합"이라는 용어와 인산기의 높은 전이 잠재력을 갖는 화합물에 대한 리프먼이 제안한 기호 "~ P"는 생생하고 간결하며 유용한 표기법이다. 실제로 리프먼의 "~" 기호는 생체에너지학에 대한 관심을 불러일으키는 데 큰 역할을 했다. | ” |
|   | — 루버트 스트라이어 |   |

생화학에서는 고에너지 인산 화합물을 화학식으로 나타내는 경우에만 인산을 ⓟ 기호로 나타내는 경우가 있다.

## 고에너지 인산 화합물
고에너지 인산 화합물에는 다음과 같은 화합물들이 있다.
- 뉴클레오사이드 삼인산 – 아데노신 삼인산(ATP) 등
- 뉴클레오사이드 이인산 – 아데노신 이인산(ADP) 등
- 아실 인산 – 아세틸 인산 등
- 구아니딘 인산 – 크레아틴 인산 등
- 엔올 인산 – 포스포엔올피루브산 등

## 같이 보기
- 화학 결합
- 인산염
- 피로인산염

## 더 읽을거리
- McGilvery, R. W. and Goldstein, G., Biochemistry - A Functional Approach, W. B. Saunders and Co, 1979, 345–351.